# Господство Реда
Вижте пояснителната страница за други значения на Реда.
Господството Реда (на немски: Herrschaft Rheda) е територията около някогашния град Реда (днес част от град Реда-Виденбрюк в Германия). Към господството принадлежали Гютерслох, Херцеброк, Клархолц и Реда.

## История
Господството е първо свободна територия с фогт-права на манастирите Лисборн и Фрекенхорст, които през 1170 г. са в ръцете на Видукинд фон Реда. Видукинд построява на Емс между Мюнстер и Падерборн воден замък – днешния дворец Реда.
След смъртта на Видукинд на Кръстоносния поход на Барбароса господството отива след 1190 г. на еделхерен цу Липе под Бернхард II фон Липпе. Неговият наследник Херман II престроява замък Реда на един от най-големите замъци в Северна Германия. Той измества седалището на фрайхерен цур Липе от Липщат в Реда.
По времето на Наполеон господството Реда и графство Лимбург влизат 1808 г. във Велико херцогство Берг. 1818 г. Реда и Лимбург са в провинция Вестфалия на Кралство Прусия.
През 1817 г. граф Емил Фридрих I е издигнат на княз.

## Галерия
- Град Реда през 17 век
- Дворецът Реда